# Светско првенство у алпском скијању 2011 — супервелеслалом за мушкарце
Такмичење у супервелеслалому на Светском првенству у алпском скијању 2011. у мушкој конкуренцији у Гармиш-Партенкирхену одржано је 9. фебруара. То је била друга дисциплина на светском првенству. Такмичење је почело у 11:00 часова по локалном времену на стази Кандахар 2.

## Карактеристике стазе
Карактеристике стазе:
- Дужина стазе: 2.200 м
- Старт: на 1.395 метара надморске висине
- Циљ: на 770 метара надморске висине
- Висинска разлика: 625 м
- Број капија: 45
- Стазу поставио: H. Flatscher  Швајцарска
- Температура:-3 °C на старту, + 8 °C на циљу, сунчано

Учествовало је 73 такмичарки из 30 земаља.

## Земље учеснице
| - Андора (2) - Аргентина (1) - Аустрија (4) - Белорусија (1) - Босна и Херцеговина (1) - Бугарска (2) - Чешка (3) - Данска (1) | - Финска (1) - Француска (4) - Грузија (1) - Хрватска (4) - Италија (4) - Канада (3) - Казахстан (4) - Лихтенштајн (1) | - Молдавија (2) - Немачка (2) - Норвешка (3) - Нови Зеланд (2) - Пољска (2) - Русија (2) - САД (4) | - Словенија (4) - Словачка (2) - Шпанија (2) - Шведска (3) - Швајцарска (5) - Украјина (1) - Уједињено Краљевство (2) |

## Победници
| Злато:                    | Сребро:                | Бронза:                 |
| Кристоф Инерхофер Италија | Ханес Рајхелт Аустрија | Ивица Костелић Хрватска |

|  |  |  |

## Резултати
| Плас.  | Старт. бр. | Има                              | Земља                | Време          | Заостатак      |
| ------ | ---------- | -------------------------------- | -------------------- | -------------- | -------------- |
| Злато  | 15         | Кристоф Инерхофер                | Италија              | 1:38,31        |                |
| Сребро | 12         | Ханес Рајхелт                    | Аустрија             | 1:38,91        | +0,60          |
| Бронза | 19         | Ивица Костелић                   | Хрватска             | 1:39,03        | +0,72          |
| 4      | 18         | Дидје Киш                        | Швајцарска           | 1:39,34        | +1,03          |
| 5      | 21         | Бенјамин Рајх                    | Аустрија             | 1:39,65        | +1,34          |
| 6      | 8          | Ромед Бауман                     | Аустрија             | 1:39.79        | +1,48          |
| 7      | 16         | Карло Јанка                      | Швајцарска           | 1:40,03        | +1,72          |
| 8      | 9          | Вернер Хел                       | Италија              | 1:40,13        | +1,82          |
| 9      | 14         | Петер Фил                        | Италија              | 1:40,34        | +2,03          |
| 10     | 13         | Адријен Тео                      | Француска            | 1:40,44        | +2,13          |
| 11     | 17         | Михаел Валхофер                  | Аустрија             | 1:40,51        | +2,20          |
| 12     | 11         | Боди Милер                       | САД                  | 1:41,06        | +2,75          |
| 13     | 27         | Силван Цурбриген                 | Швајцарска           | 1:41,12        | +2,81          |
| 14     | 24         | Томи Форд                        | САД                  | 1:41,21        | +2,90          |
| 15     | 25         | Матео Марсаља                    | Италија              | 1:41,26        | +2,95          |
| 16     | 4          | Андреј Јерман                    | Словенија            | 1:41,35        | +3,04          |
| 17     | 45         | Ондржеј Банк                     | Чешка                | 1:41,36        | +3,05          |
| 18.    | 23         | Травис Ганонг                    | САД                  | 1:41,49        | +3,18          |
| 19     | 43         | Бенџамин Томсен                  | Канада               | 1:41,92        | +3,61          |
| 20     | 28         | Андреј Шпорн                     | Словенија            | 1:42,20        | +3,89          |
| 21     | 35         | Andreas Sander                   | Немачка              | 1:42.40        | +4,09          |
| 22     | 1          | Алеш Горза                       | Словенија            | 1:42.45        | +4,14          |
| 23     | 5          | Патрик Јербин                    | Шведска              | 1:42,49        | +4,18          |
| 24     | 48         | Матс Олсон                       | Шведска              | 1:42,55        | +4,24          |
| 25     | 3          | Thomas Frey                      | Француска            | 1:42,81        | +4,50          |
| 26     | 40         | Натко Зрнчић-Дим                 | Хрватска             | 1:43,15        | +4,84          |
| 27     | 47         | Степан Зујев                     | Русија               | 1:43,63        | +5,32          |
| 28     | 55         | Трулс Ове Карлсен                | Норвешка             | 1:44,01        | +5,70          |
| 29     | 57         | Руђер Видоса                     | Андора               | 1:44,84        | +6,53          |
| 30     | 61         | Георги Георгијев                 | Бугарска             | 1:45,23        | +6,92          |
| 31     | 51         | Тим Кејф                         | Нови Зеланд          | 1:45,24        | +6,93          |
| 32     | 41         | Бенџамин Грифин                  | Нови Зеланд          | 1:45.63        | +7.32          |
| 33     | 56         | Nicola Kindle                    | Лихтенштајн          | 1:46,75        | +8,44          |
| 34     | 58         | Јури Данилочкин                  | Белорусија           | 1:46,81        | +8,50          |
| 35     | 68         | Игор Закудрајев                  | Казахстан            | 1:47,12        | +8,81          |
| 36     | 66         | Матеј Фалат                      | Словачка             | 1:48,26        | +9,95          |
| 37     | 63         | Михал Клусак                     | Пољска               | 1:48,29        | +9,98          |
| 38     | 65         | Игор Лајкерт                     | Босна и Херцеговина  | 1:48,43        | +10,12         |
| 39     | 60         | Дмитриј Кошкин                   | Казахстан            | 1:49,07        | +10,76         |
| 40     | 73         | Ростислав Фешчук                 | Украјина             | 1:49,79        | +11,48         |
| 41     | 69         | Тарас Пименов                    | Казахстан            | 1:51,04        | +12,73         |
|        | 29         | Јаник Бертран                    | Француска            | Није стартовао | Није стартовао |
|        | 71         | Dimitri Gedevanishvili           | Грузија              | Није стартовао | Није стартовао |
|        | 2          | Тед Лигети                       | САД                  | Није завршио   | Није завршио   |
|        | 6          | Андреј Крижај                    | Словенија            | Није завршио   | Није завршио   |
|        | 7          | Сандро Вилета                    | Швајцарска           | Није завршио   | Није завршио   |
|        | 10         | Tobias Grünenfelder              | Швајцарска           | Није завршио   | Није завршио   |
|        | 20         | Аксел Лунд Свиндал               | Норвешка             | Није завршио   | Није завршио   |
|        | 22         | Ерик Геј                         | Канада               | Није завршио   | Није завршио   |
|        | 26         | Alexis Pinturault                | Француска            | Није завршио   | Није завршио   |
|        | 30         | Ћетил Јансруд                    | Норвешка             | Није завршио   | Није завршио   |
|        | 31         | Јан Худек                        | Канада               | Није завршио   | Није завршио   |
|        | 32         | Едвард Дрејк                     | Уједињено Краљевство | Није завршио   | Није завршио   |
|        | 33         | Петр Заробски                    | Чешка                | Није завршио   | Није завршио   |
|        | 34         | Андреас Ромар                    | Финска               | Није завршио   | Није завршио   |
|        | 36         | Ханс Олсон                       | Шведска              | Није завршио   | Није завршио   |
|        | 37         | Tobias Stechert                  | Немачка              | Није завршио   | Није завршио   |
|        | 38         | Мирко Дефлоријан                 | Молдавија            | Није завршио   | Није завршио   |
|        | 39         | Паул де ла Куеста                | Шпанија              | Није завршио   | Није завршио   |
|        | 42         | Феран Тера                       | Шпанија              | Није завршио   | Није завршио   |
|        | 44         | Ти-Џеј Болдвин                   | Уједињено Краљевство | Није завршио   | Није завршио   |
|        | 46         | Mark Syrovatka                   | Чешка                | Није завршио   | Није завршио   |
|        | 49         | Кевин Естеве Ригаил              | Андора               | Није завршио   | Није завршио   |
|        | 50         | Маћеј Бидлињски                  | Пољска               | Није завршио   | Није завршио   |
|        | 52         | Тин Широки                       | Хрватска             | Није завршио   | Није завршио   |
|        | 53         | Јарослав Бабушјак                | Словачка             | Није завршио   | Није завршио   |
|        | 54         | Александар Хорошилов             | Русија               | Није завршио   | Није завршио   |
|        | 59         | Кристијан Хавијер Симари Биркнер | Аргентина            | Није завршио   | Није завршио   |
|        | 62         | Никола Чонгаров                  | Бугарска             | Није завршио   | Није завршио   |
|        | 64         | Далибор Шамшал                   | Хрватска             | Није завршио   | Није завршио   |
|        | 67         | Christoffer Faarup               | Данска               | Није завршио   | Није завршио   |
|        | 70         | Pavel Chernichenko               | Казахстан            | Није завршио   | Није завршио   |
|        | 72         | Georg Lindner                    | Молдавија            | Није завршио   | Није завршио   |